# Sunzi

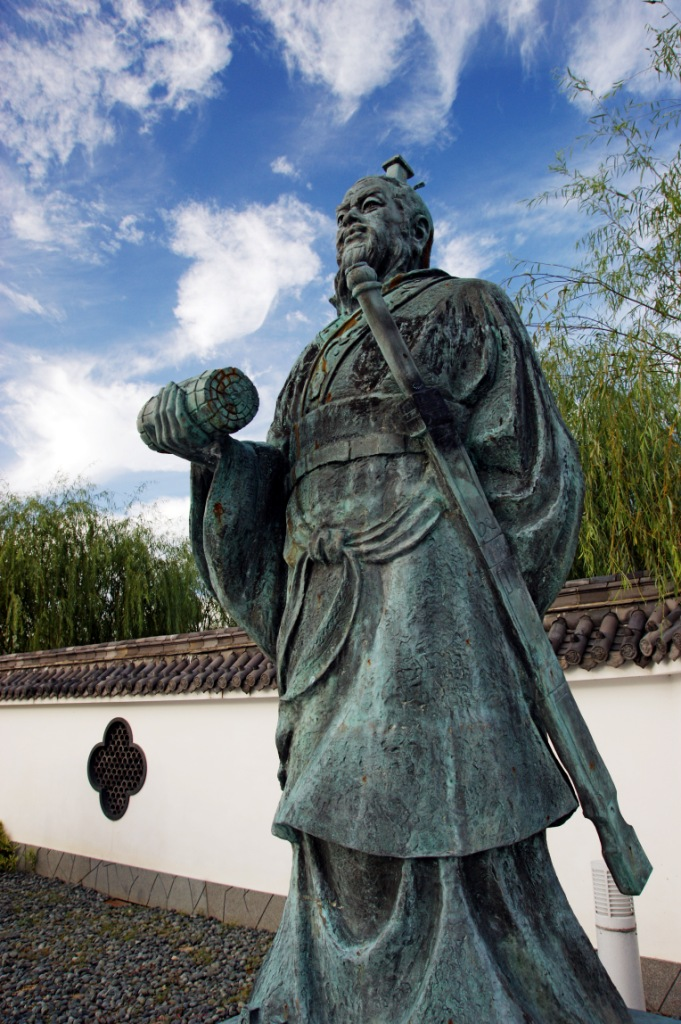
Statue von Sunzi aka Sun Wu

Sunzi (chinesisch 孫子 / 孙子, Pinyin Sūnzǐ, W.-G. Sun Tzu, Jyutping Syun1 Zi2 – „wörtlich Meister Sun“; veraltend Sun Tsu ad-hoc-Umschrift, Lessing-Othmer Sun-dsï, Stange Sun Tse, Unger Sun Tsi, Großjährigkeitsname Changqing 長卿 / 长卿,  Chángqīng, geboren als Sun Wu 孫武 / 孙武,  Sūn Wǔ, Jyutping Syun1 Mo5; um 544 v. Chr. in Qi; gestorben um 496 v. Chr. im Staat Wu) war ein chinesischer General, Militärstratege und Philosoph.

## Leben

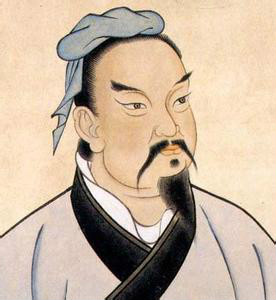
Bildnis von Sun Wu, 1994

Über das Leben von Sunzi ist wenig bekannt. Er wurde als Sohn einer adeligen Familie im damaligen Reich Qi im historischen Le’an (乐安) geboren, dem heutigen Kreis Huimin in der Provinz Shandong, nach anderen Quellen war sein Geburtsort der Staat Wu. Sunzi lebte zwischen ca. 534 v. Chr. und 453 v. Chr., also in der Übergangsperiode zur Zeit der Frühlings- und Herbstannalen (770–476 v. Chr.). Er starb in Gusu (姑苏) im Staat Wu – heute Wuzhong, ein Bezirk der heutigen Stadt Suzhou.

## Über die Kriegskunst
Sein Buch „Die Kunst des Krieges“ (孙子兵法 – „Sunzi über die Kriegskunst“) gilt als frühestes Buch über Strategie und ist bis zum heutigen Tage eines der bedeutendsten Werke zu diesem Thema. Aus stilistischen und inhaltlichen Gründen wird teilweise vermutet, dass das Buch auch später entstanden sein könnte als die vermuteten Lebensdaten des Autors nahelegen.

## Nachfahren
Einer der Nachfahren von Sunzi war Sun Bin, ein Militärstratege, der ebenfalls ein Buch über die Kriegskunst (孙膑兵法,  Sūn Bìn bīngfǎ – „Sun Bin über Kriegskunst“) schrieb.

## Werke und Übersetzungen
chronologisch aufsteigend
- Bruno Navarra: Das Buch vom Kriege: der Militär-Klassiker der Chinesen – mit Bildern nach chinesischen Originalen, Berlin: Boll und Pickardt, 1910; Neuauflage als Hörbuch: Sun Tzu: Die Kunst des Krieges – Der Klassiker der Konfliktstrategie. vocalbar-Verlag 2006, mit einer Einleitung von Dr. Jörg Lehmann, Sprecher: Uwe Neumann. Audio-CD, Laufzeit 62 min. ISBN 3-939696-00-5.
- Ssun-ds’: Traktat über die Kriegskunst, Verlag des Ministeriums für Nationale Verteidigung, Berlin (DDR), 1957. Übersetzung aus dem Chinesischen ins Russische von J.I. Sidorenko, Übersetzung aus dem Russischen ins Deutsche von Ina Balcerowiak.
- Sun Tzu: Die dreizehn Gebote der Kriegskunst. hrsg. von Günter Maschke, Rogner & Bernhard, 1974
- Sunzi: Die Kunst des Krieges, Droemersche Verlagsanstalt Th. Knaur Nachf., 1988 und weitere Auflagen, ISBN 3-426-66645-6
Diese Ausgabe beruht auf der Übersetzung von Lionel Giles, herausgegeben und verändert von James Clavell
- Sun Tsu: Über die Kriegskunst, Übersetzung Klaus Leibnitz, Karlsruhe, 1989, ISBN 3-88190-038-1 (erste deutsche Direktübersetzung)
- Ames, Roger T.: Sun-Tzu The Art of Warfare – Translated with an Introduction and Commentary New York: Ballantine, 1993, ISBN 0-345-36239-X
- Sun Tsu: Wahrhaft siegt, wer nicht kämpft. Die Kunst des Krieges, Piper, 2001, ISBN 3-492-23330-9
herausgegeben von Thomas Cleary (enthält viele Kommentare alter chinesischer Autoren, die direkt in den Text eingestreut sind; der Originaltext kann also nicht flüssig gelesen werden)
- Sun Zi: Die Kunst des Krieges, Die neue Illustrierte Ausgabe von Samuel B. Griffith (Evergreen), 2006, ISBN 3-8228-5650-9. Samuel B. Griffith ist ein US-amerikanischer Militärhistoriker. Diese Ausgabe ist eine Übersetzung aus dem Englischen.
- Sunzi: Über die Kriegskunst, Sun Bin: Über die Kriegskunst, in der Übersetzung von Zhong Yingjie, Verlag Volkschina. ISBN 7-80065-508-3 (mit einer Übersetzung ins moderne Chinesisch); überarbeitete Neuauflage 2007 ohne chinesischen Text: Beijing, Verlag für fremdsprachige Literatur, ISBN 978-7-119-04486-6; zweisprachige Neuauflage 2009: Beijing, Verlag für Militärwissenschaft (军事科学出版社), ISBN 978-7-80237-250-4.
- von Senger, Harro: Meister Suns Kriegskanon. Aus dem Chinesischen übersetzt und kommentiert von Harro von Senger. Stuttgart: Reclam 2011. (Reclams Universalbibliothek Nr. 18841.) ISBN 978-3-15-018841-5.